# Ophiacodon
Ophiacodon és un gènere extint de sinàpsids pelicosaures. Els Ophiacodon feien uns 2 metres de longitud, els individus més llargs sobrepassaven els 2,5 metres, i els més petits feien 1,5 metres. Es tracta d'un membre especialitzat del llinatge de la família dels ofiacodòntids. Els seus fòssils foren trobats a Joggins, Nova Escòcia, Canadà.

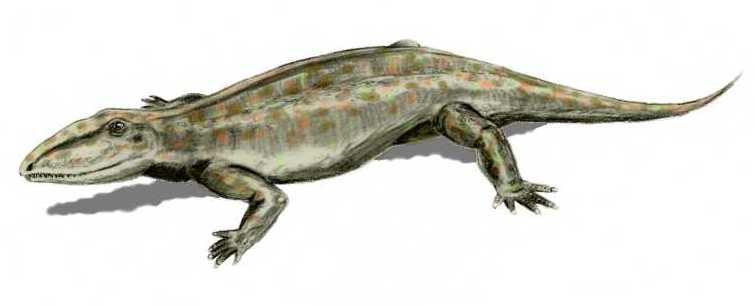
Ophiacodon retroversus